# Dueurtsværmer
Dueurtsværmer (Deilephila elpenor) er en sommerfugl som tilhører familien aftensværmere (Sphingidae).
Arten er udbredt i det meste af Europa, herunder Danmark og det øvrige Skandinavien. Den ses desuden i dele af Asien, mod øst til Stillehavet og Japan.

## Kendetegn
Dueurtsværmeren har et vingefang på 62-72 mm. Forvingerne er olivengrønne med rosenrød kant, lilla søm og lilla skråstriber fra spidsen til randen. Ved roden findes en sort plet og på randen en hvid plet nær roden. Bagvingerne er rosenrøde med olivengrønlig kant og halvdelen af roden er sort. Kroppens overside er lys olivengrøn. Nogle striber på brystet og en midtlinje på bagkroppen er rosenrød. Kroppens underside er rosenrød. 
Larven kan ligesom en skildpadde trække sit hoved ind. På den forreste del af kroppen har den øjeattrapper. De falske øjne er med til at skræmme fjender væk. Larven er grøn, brun eller sortagtig med tynde sorte striber og linjer. Bagest har larven et lille, sortbrunt horn.

## Udvikling
Dueurtsværmeren lægger oftest æg på dueurt eller gederams, hvorfra der udklækker en larve i august/september. Efter larven er blevet fuldvoksen, med en længe på 7-8 centimeter, spinder den sig ind. Med i spindet kommer lidt blade, tørt grus og græs, hvorefter den forpupper sig. Alt efter klima, klækker puppen fra sidst i marts til sidst i maj.

## Ernæring
Dueurtsværmer ernærer sig af nektar fra blomster, hvilket mest foregår om natten. Som navnet siger, er larvens hovedfødekilde dueurt.

## Flyvetid
Dueurtsværmeren ses i naturen, alt efter klima, fra marts-august. Den har en maksimal flyvehastighed på 4,5-5,1 m/s.

## Nattesyn
Med sine følsomme sammensatte øjne har dueurtsværmer evnen til at se farver, også om natten. Dens sammensatte øjne består af facetter, hvor hver facet indeholder otte receptorer, der er følsomme for grønt lys og to receptorer, der er følsomme for ultraviolet og blåt lys. Dens syn er vigtigt for at kunne finde føde om natten.